# Die Waldschlacht
Die Waldschlacht ist ein Roman von Werner Helwig. Das Thema ist der irischen Sage Macha Mong Ruad nachempfunden.

## Inhalt
Das bei seinem Stiefvater lebende schöne Waisenmädchen Fiona, dem alle Männer nachstellen und denen sie sich stets entzieht, dringt in das Waldversteck dreier Junggesellen ein, die sich geschworen haben, niemals eine Frau einzulassen. Sie wird von ihnen verhört; gleichzeitig aber verhört Fiona in Rätselgesprächen auch die drei Männer, die auf der Suche nach ihrem Vater sind. Schließlich beschwört sie mit seltsamen Riten den unbekannten Vater. Dieser erscheint als Geisterhaupt. Er war ein berüchtigter Räuber und erzählt seine Lebensgeschichte, wobei sich erweist, dass Fiona seine Tochter ist und die drei Männer ihre Brüder sind. Als die Dorfbewohner die von ihnen umworbene Fiona zurückholen wollen, kommt es zu einer Schlacht zwischen ihren Brüdern und ihnen. Diese „Waldschlacht“, die duellartig mit verschiedenen Mitteln ausgetragen wird, gewinnen ihre Brüder. Das Buch endet mit einem Klagegesang des Dorfdichters Dylan, der mit den anderen Verfolgern zu Fionas Anbetern gehört und sich auf diese Weise über den schmerzlichen Verlust tröstet.

## Struktur
Der Roman gliedert sich in 4 Kapitel, deren Darstellungen mit den Tages – und Jahreszeiten korrespondieren; sie lauten:
- Das erste Kapitel stellt den Abend und den Herbst dar
- Das zweite Kapitel stellt die Mitternacht und den Winter dar
- Das dritte Kapitel stellt den Sonnenaufgang und den Frühling dar
- Das vierte Kapitel stellt die Verwirklichung des Mittags und des Sommers dar

## Sprache, Deutung, literarische Wertung
Helwigs Sprache in dem 1959 im Jakob Hegner Verlag erschienenen Roman Die Waldschlacht ist sehr poetisch und schöpft aus dem Bilder- und Sprachreichtum der keltischen Mythologie. Der Autor schafft „Bilder in einer Sprache von Beschwörungen, Formeln und Aphorismen.“
Johannes von Guenther meint, die Verschmelzung zwischen Erzählung und Saga sei dem Autor gelungen; es sei ein irisches Heldenlied, „verfolgt bis in die feinsten Verästelungen erotischer Pathologie, und dabei ohne jeden Stilbruch“.
Mit dem Roman, den der Verlag in der Umfrage der Kulturzeitschrift magnum als sein bestes Buch auf der Frankfurter Buchmesse vorstellte, beschäftigte sich der Schriftsteller Heinrich Böll ausführlich in einer Rezension. Er schrieb, dass das eigentliche Thema der helwigschen Saga das für Mitteleuropäer so merkwürdige Verhältnis der Iren zur Frau sei; und nicht zufälligerweise gleiche Helwigs Saga einem Text, der für ein Ballett geschrieben sein könnte. Neben Lob äußerte er aber auch Bedenken gegen das Werk:

„Der knappe, hochpoetische Text ist bis zur Vaterkopfbeschwörung ungeteilt bezaubernd, von besonderer Schönheit das Frage-und-Antwort-Spiel. Danach aber trägt die Sprache das Grausige ihres Gegenstands nicht mehr. […] Vielleicht hätten diese Szenen in einem vom Gegenwartsdeutsch weiter entfernten Deutsch gelingen können. […] Helwigs Kühnheit ist zu bewundern; daß sie zum Teil gescheitert ist, tut ihr wenig Abbruch.“